# MTV Movie Award a legjobb betétdalnak
Ez a szócikk az MTV Movie Award a legjobb betétdalnak járó díj díjazottjainak listáját tartalmazza. A kategória díja 1992-től, az első díjátadó rendezvénytől kezdve átadásra került, 2000 és 2008 között nem volt ilyen kategória, 2009-ben ismét osztottak díjat a legjobb filmzenéért.

## 1992
- Bryan Adams: Everything I Do I Do It For You – Robin Hood, a tolvajok fejedelme
  - Groove Hammer: Addams - Addams Family – A galád család
  - Color Me Badd: I Wanna Sex You Up - New Jack City
  - Eric Clapton: Tears In Heaven – Drog
  - Guns N’ Roses: You Could Be Mine - Terminátor 2. – Az ítélet napja

## 1993
- Whitney Houston: I Will Always Love You – Több mint testőr
  - Boyz II Men: End Of The Road - Bumeráng
  - Sting & Eric Clapton: It’s Probably Me - Halálos fegyver 3.
  - Peabo Bryson & Regina Belle: Whole New World - Aladdin
  - Alice in Chains: Would? - Facérok

## 1994
- Michael Jackson: Will You Be There – Szabadítsátok ki Willyt!
  - UB40: I Can't Help Falling In Love - Sliver
  - Bryan Adams & Rod Stewart: All For Love - A három testőr
  - Céline Dion & Clive Griffin: When I Fall In Love - A szerelem hullámhosszán
  - Proclaimers: I'm Gonna Walk (500 Miles) - Benny és Joon
  - Bruce Springsteen: Streets Of Philadelphia - Philadelphia – Az érinthetetlen

## 1995
- Stone Temple Pilots: Big Empty – A holló
  - Elton John: Can You Feel The Love - Az Oroszlánkirály
  - Urge Overkill: Girl, You'll Be A Woman Soon - Ponyvaregény
  - Madonna: I'll Remember - Tanulj, tinó!
  - Warren G: Regulate - Túl a palánkon

## 1996
- Brandy: Sittin’ Up in My Room – Az igazira várva
  - Coolio: Gansta's Paradise - Veszélyes kölykök
  - Whitney Houston: Waiting To Exhale - Az igazira várva
  - U2: Hold Me, Thrill Me, Kiss Me, Kill Me - Mindörökké Batman
  - Seal: Kiss From A Rose - Mindörökké Batman

## 1997
- Bush: Machinehead – Rettegés
  - Eric Clapton & Babyface: Change The World - Phenomenon
  - Garbage: #1 Crush - Rómeó + Júlia
  - Madonna: Don't Cry For Me Argentina – Evita

## 1998
- Will Smith: Men in Black – Men in Black – Sötét zsaruk
  - Beck: Deadweight - Az élet sója
  - Boyz II Men: A Song For Mama - A mama főztje
  - Bush: Mouth - Egy amerikai farkasember Párizsban
  - Céline Dion: My Heart Will Go On - Titanic

## 1999
- Aerosmith: I Don't Want To Miss A Thing – Armageddon
  - Aaliyah: Are You That Somebody? - Dr. Dolittle
  - The Goo Goo Dolls: Iris - Angyalok városa
  - Green Day: Nice Guys Finish Last - Prérifarkas blues
  - Jay-Z: Can I Get A... - Csúcsformában

## 2009
- Miley Cyrus:  The Climb – Hannah Montana
  - A. R. Rahman: Jai Ho – Gettómilliomos
  - Bruce Springsteen: The Wrestler – A pankrátor
  - Paramore: Decode – Alkonyat